# 羅克波因特 (馬里蘭州)
羅克波因特（英語：Rock Point）是位於美國馬里蘭州查爾斯縣的一個普查規定居民點。

## 人口
根據2020年美國人口普查的數據，羅克波因特的面積為1.63平方千米，當中陸地面積為1.63平方千米，而水域面積為0.00平方千米。當地共有人口82人，而人口密度為每平方千米50.31人。